# Filip Đorđević
Filip Đorđević (en serbio: Филип Ђорђевић) (Belgrado, 28 de septiembre de 1987) es un futbolista serbio, se desempeña como delantero y actualmente se encuentra sin club. Es hermano de Marko Đorđević.

## Trayectoria

### Estrella Roja
Comenzó su carrera en el equipo de su ciudad el Estrella Roja de Belgrado , donde pasó 8 años de su vida. También pasó un tiempo cedido en el Rad Belgrado.

### FC Nantes
Después de ser cedido al FC Nantes de la Ligue 2 y ayudarles a lograr el ascenso a primera división, el FC Nantes accedió a firmar de forma permanente a un contrato de cuatro años. En el regreso del club a la Ligue 1 , participó en 19 partidos de liga y anotó dos goles en la temporada 2008-09, y el FC Nantes descendió a la Ligue 2 de nuevo. 
En la temporada siguiente 2009-10, produjo estadísticas idénticas respecto a la campaña anterior; el FC Nantes permaneció en la Ligue 2 sin ninguna promoción o descenso de categoría en el verano de 2010. Finalmente, desarrolló una gran consistencia en la temporada 2010-11 y apareció en 36 partidos de liga, anotando un total de 12 goles y asistiendo en cinco ocasiones. 
En la temporada 2011-12, con el FC Nantes todavía en la Ligue 2, jugó 28 partidos de Liga y marcó seis goles, así como proporcionar cinco asistencias.
Desde la temporada 2012-13, explotó en forma y directamente contribuyó a la promoción de FC Nantes al final de la temporada. Más de 34 partidos de Liga, marcó 20 goles y fue el máximo goleador de la Ligue 2 al final de la temporada. El 16 de agosto de 2013, el Olympique Lyonnais supuestamente propuso entre 3-5 million € por él, aunque él y el FC Nantes declinaron la transferencia. A cambio, anotó siete goles en los primeros 12 juegos, rivalizando con Radamel Falcao y Zlatan Ibrahimović para un lugar de primera en la lista de puntuaciones altas de la temporada de la Liga francesa.

### SS Lazio
El 19 de marzo de 2014 se anunció él se unirá al SS Lazio el 1 de julio de 2014.
Allí pasará las siguientes tres temporadas hasta que en la temporada 17-18 deja de contar para el entrenador y se decide no renovar su contrato.

### Chievo Verona
En la temporada 18-19 firmó por un año con el Chievo Verona.

## Selección nacional
Fue convocado para la selección nacional de Serbia para el 24 de noviembre de 2007 para la Euro 2008 en el grupo A de clasificación en casa ante Kazajistán, pero no tuvo la oportunidad de jugar. 
Cinco años después de su primera convocatoria, Siniša Mihajlović lo seleccionó para un partido amistoso contra Chile el 14 de noviembre de 2012. Anotó a los dos minutos de entrar en el campo como sustituto en su debut.

## Clubes
| Club                        | País    | Año       |
| --------------------------- | ------- | --------- |
| Estrella Roja               | Serbia  | 2005-2008 |
| F. K. Rad Belgrado (cedido) | Serbia  | 2006-2007 |
| F. C. Nantes                | Francia | 2008-2014 |
| S. S. Lazio                 | Italia  | 2014-2018 |
| A. C. ChievoVerona          | Italia  | 2018-     |